# Comté de Fauquier
Pour les articles homonymes, voir Fauquier.
Le comté de Fauquier est un comté de Virginie, aux États-Unis, fondé en 1759.

## Histoire

Drapeau des Minutemen de Culpeper.

Le comté de Fauquier fait partie du district de Culpeper au sein duquel est recrutée une unité formée en 1775 qui combattra du côté des insurgents (ou patriotes) pendant la Guerre d'indépendance des États-Unis, les Minutemen de Culpeper, dont le drapeau porte le célèbre serpent à sonnette enroulé,.